# Vicente Rojo

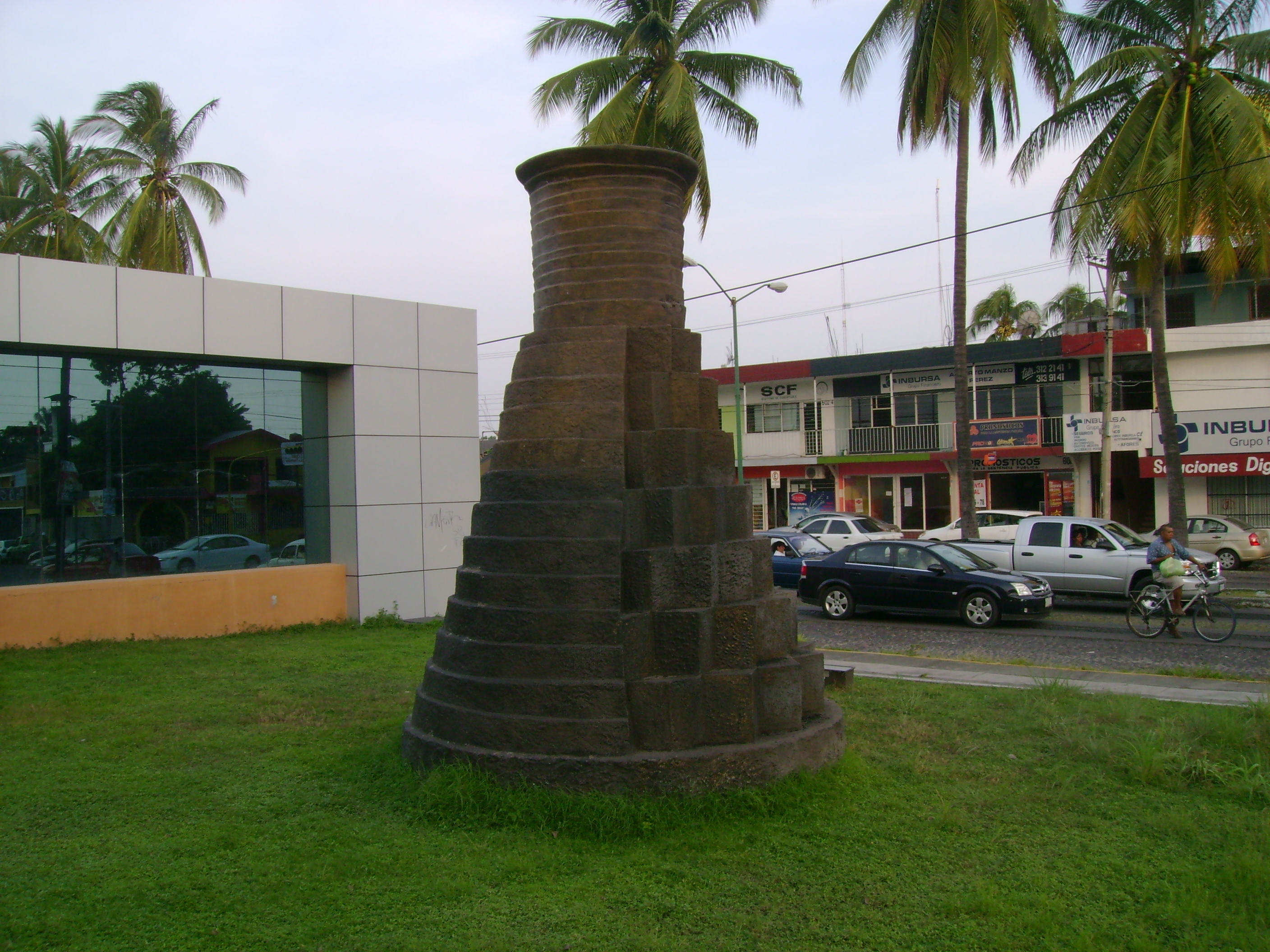
"Volcán" de Vicente Rojo a Colima.

|  | Per a altres significats, vegeu «Vicente Rojo Lluch». |

Vicente Rojo   (Barcelona, 15 de març de 1932 - Ciutat de Mèxic, 17 de març de 2021), nom abreujat de Vicente Rojo Almazán, fou un pintor, escultor i dissenyador gràfic mexicà d'origen català, exiliat del franquisme.

## Biografia
Va fer a Barcelona els seus primers estudis de dibuix, ceràmica i escultura en 1946 a l'Escola Elemental del Treball. Arriba a Mèxic el 1949, reclamat pel seu pare, qui hi residia com a refugiat polític des de la fi de la Guerra Civil Espanyola.
Vicente Rojo era nebot del general Rojo, el més acreditat cap de les tropes de la Segona República Espanyola que es van oposar al cop d'estat protagonitzat pel General Franco.
Es va nacionalitzar mexicà i va estudiar dibuix i pintura a La Esmeralda, i més tard amb Arturo Souto. Col·laborà amb Miguel Prieto Anguita a Novedades i en 1960 fou cofundador d'Ediciones Era amb Neus Espresate i Xirau, de la qual formà part en el consell editorial i com a director d'art. Membre de la Generació de la Ruptura, fou una figura important i destacada dins de les arts estètiques d'aquest país i la seva figura és altament respectada per col·legues i cercles intel·lectuals en general, sent considerat un dels artistes més importants de l'abstraccionisme a Mèxic. El 16 de novembre de 1994, va ser escollit membre d'El Colegio Nacional, el seu discurs d'ingrés va ser “Los sueños compartidos”, que va ser contestat per Manuel Peimbert Sierra.
A partir de 1953 va col·laborar en el disseny de la revista Artes de México. Va treballar en el suplement México en la Cultura de l'oficina d'edicions de l'Instituto Nacional de Bellas Artes; així mateix, col·laborà amb la Revista de la Universidad de México, Universitat Nacional Autònoma de Mèxic i la revista La cultura en México (1962-1974) de la Revista Siempre! Durant més de quaranta anys va executar una àmplia obra en pintura, disseny gràfic i posteriorment escultura. Exposà en nombroses ocasions a Mèxic i a l'estranger a partir de 1958. En 1991 fou guardonat amb el Premi Nacional de Ciències i Arts a l'àrea de Belles arts i el Premi México de Diseño, participant en el disseny gràfic de diverses publicacions culturals com la Revista de Bellas Artes, la Revista de la Universidad, UNAM, Plural, México en el Arte i el periòdic La Jornada, entre d'altres.
Inicialment, la seva obra era pròxima a l'expressionisme abstracte, però progressivament va tendir a la simplificació i a la geometrització dels elements formals, tot valorant la importància del color i de les textures. Sovint prenia el paisatge com a motiu. Va rebre nombrosos guardons a Mèxic i era doctor honoris causa per la Universitat Nacional Autònoma de Mèxic. El 2006 fou el creador del cartell de les Festes de la Mercè de Barcelona, i també fou guardonat amb la Creu de Sant Jordi.